# フェデリーコ2世・ゴンザーガ
フェデリーコ2世・ゴンザーガ（Federico II Gonzaga, 1500年5月17日 - 1540年8月28日）は、マントヴァ侯（在位：1519年 - 1530年）、マントヴァ公（在位：1530年 - 1540年）、モンフェッラート侯（在位：1536年 - 1540年）。

## 生涯
イタリアの名門家門ゴンザーガ家のマントヴァ侯フランチェスコ2世・ゴンザーガと妃イザベラ・デステの嫡男として生まれた。フランスとローマ教皇の宮廷で教育を受け、1519年に母イザベラ、叔父シジズモンドとジョヴァンニが摂政をつとめる下でマントヴァ侯位を継承。軍事経験が浅いにもかかわらず、教皇レオ10世から教皇軍の最高司令官「ゴンファロニエーレ」（Gonfaloniere）に任命された。しかし、フェデリーコ2世は伝統的に同盟してきた神聖ローマ帝国と戦うことを避けるため、1527年にマントヴァ領を通過する帝国軍の邪魔をしなかった。この軍隊がすぐ後にローマ略奪を引き起こした。
フェデリーコ2世は、体調の優れないモンフェッラート侯ボニファーチョ4世・パレオロゴの跡目を狙い、彼の姉で後継者であるマリーア・パレオロガと結婚したが、ボニファチオ4世の健康が回復したので、彼は愛妾イザベッラ・ボスチェッティをマリーアが毒殺しようとしたと嘘をつき、マリーアとの結婚を無効にした。フェデリーコ2世は神聖ローマ皇帝兼スペイン王カール5世の親戚にあたるジュリア・ダラゴナ（ナポリ王フェデリーコ1世の娘）と婚約した。1530年にはマントヴァ公位を授爵された。
同年6月、ボニファチオ4世が落馬事故で急死したため、フェデリーコ2世は5万ドゥカートをカール5世に支払ってジュリアとの婚約を解消し、かつて結婚を無効にしたマリーア・パレオロガと自分を再婚させるよう教皇に要求した。ところがマリーアが同年9月に20歳で急死したため、彼はマリーアの妹マルゲリータと1531年11月に結婚した。モンフェッラート侯位はボニファチオ4世の弟ジョヴァンニ・ジョルジョ・パレオロゴが継いだが、彼は嗣子のないまま1533年に亡くなった。パレオロゴ家の直系が絶えたため、最も近親にあたるマルゲリータ・パレオロガを通じて夫であるフェデリーコ2世がモンフェッラート侯となり、1708年の断絶までゴンザーガ家がモンフェッラート侯の所領と称号を保持した。モンフェッラートはスペインに占領されていたため、実際の継承は1536年になった。
フェデリーコ2世は父から遺伝したとみられる梅毒に長い間苦しみ、1540年にマルミローロにあるヴィラで死んだ。

## 子女
マルゲリータ・パレオロガとの間に以下の子女をもうけた。
- エレオノーラ（? - ?）
- アンナ（? - ?）
- フランチェスコ3世（1532年 - 1550年） - マントヴァ公
- イザベッラ（1537年 - 1579年）  - フェルナンド・フランチェスコ・ダヴァロスの妻
- グリエルモ（1538年 - 1587年） - マントヴァ公
- ルドヴィーコ（1539年 - 1595年） - ヌヴェール公。マントヴァ公カルロ1世の父。
- フェデリーコ（1540年 - 1565年） - 枢機卿